# Ciprian Ioan Pascal
Ciprian Ioan Pascal (n. 19 aprilie 1990, Piatra-Neamț, Neamț, România) este un muzician român, cunoscut pentru activitatea sa în trupa Bosquito.
Născut în Piatra Neamț, a fost atras de muzică de mic, inspirat fiind de succesul vărului său mai mare, Radu Almășan. Descoperă pasiunea pentru chitară dimpreună cu prietenul și viitorul coleg, Dorin Țapu, și își începe studiile muzicale la Liceul de Artă „Victor Brauner” din oraș. După absolvirea liceului, se înscrie la cursurile Academiei de muzică „Gheorghe Dima” din Piatra Neamț, la secția chitară clasică. 
În anul 2010, își abandonează studiile, mutându-se în București și devenind chitarist în trupa Bosquito, alături de care lansează albumele „Babylon” (2014) și „Sus” (2019).

## Biografie
Se naște în Piatra Neamț, România, pe 19 aprilie 1990. Este văr primar cu Radu Almășan, tatăl lui Ciprian și mama lui Radu fiind frați.  
În anul 2001, rămâne profund impresionat după ce participă, în calitate de spectator, la concertul trupei lui Radu, Bosquito, de la Casa de Cultură din Piatra Neamț.  Acest eveniment îi declanșează interesul pentru muzică. 
Descoperă chitara alături de prietenul, Dorin Țapu, și încep să studieze împreună. Acest duo va fi și axul central al primului lor grup: Ride.
În 2010, după ce aude de reîntoarcerea în țară a lui Radu și de disponibilitatea acestuia de a relua Bosquito într-o nouă formulă, îl convinge pe Dorin să meargă împreună la București unde să susțină probe pentru chitarist, respectiv basist. 
În octombrie 2010, concertează pentru prima dată în calitate de chitarist Bosquito, exact în locul unde și-a descoperit pasiunea: la Casa de Cultură din Piatra Neamț.
Între 2010-2019 susține sute de concerte și de apariții media alături de Bosquito. De asemenea, are o contribuție importantă la cele două albume de studio lansate în această perioadă („Babylon”- 2014 și „Sus” - 2019) atât în calitate de chitarist, cât și în calitate de co-compozitor (piesele „București” (Babylon) și „Din greșeală” (Sus).

## Discografie
Cu Bosquito: 
- 2014: Babylon
- 2019: Sus